# Myllenyxis rugella
Myllenyxis rugella là một loài tò vò trong họ Ichneumonidae.